# Menhir de Saint-Uzec
Le menhir de Saint-Uzec  (en breton : Kalvar Sant-Uzeg) est un menhir situé sur la commune de Pleumeur-Bodou, près de la chapelle Saint-Uzec en direction de l'Ile-Grande, dans le département français des Côtes-d'Armor.

## Menhir
C'est un bloc de granite de l'Île Canton, qui pèse 80 tonnes, d'une longueur totale de 7,40 m de hauteur (enterré sur un tiers dans le sol) et 2,6 m de largeur. La face sud mesure 5,90 m et la face est 5,70 m. La face sud est légèrement concave. Sur la face est, les arêtes sont émoussées. La face nord comporte de profondes rigoles d'érosion et des cuvettes d'altération, attestant de la position primitive du bloc puis de son érection :
- deux cuvettes prémégalithiques qui indiquent clairement que la pierre avant d'être dressée était couchée et que cette face était sur le dessus ;
- neuf rigoles postmégalithiques qui ont été creusées par l'écoulement de l'eau de pluie depuis que le menhir est dressé[Note 1].

## Histoire
Le menhir a été christianisé en 1674 lors d’une Mission de « l'apôtre de la Bretagne », le père jésuite Julien Maunoir qui le fait insérer dans un placître ayant un accès par échalier, le fait peindre, sculpter et surmonter d'une croix. La christianisation des « pierres dressées » témoigne d'une volonté de l'Église d'assimilation du culte païen des pierres dans un syncrétisme religieux,.
L'appellation erronée de Saint-Duzec (en référence au moine Duzec qui fonde au VIe siècle un petit monastère sur un territoire très limité allant de la chapelle Saint-Uzec au menhir) provient de la liaison bretonne entre Zant, saint, et Uek, Uzek, prononcée zañnuek désignant en français Saint Josse.
Le menhir fait l’objet d’un classement au titre des monuments historiques depuis 1889 sous le nom de « Menhir de Saint-Duzec ».
Le décor était polychrome, comme l'attestent des cartes postales du début de XXe siècle ainsi qu'une planche en couleur datant de 1897. Ces peintures sont aujourd'hui effacées.
En 2005, sous l'égide des Bâtiments de France, la commune de Pleumeur-Bodou, propriétaire du monument, lance une campagne de restauration qui conduit à l'éradication des lichens noirs qui masquent les figures sculptées.

## Sculptures (face sud)
Une croix, également en granite de l'Île Canton, est fixée au sommet du menhir dans une cavité de 10 cm de profondeur à l'avant, par deux cales visibles rouillées à cœur, et sans doute par d'autres, invisibles. De section rectangulaire, elle mesure 97 cm de haut et 70 cm de large. Le Christ, sculpté dans la masse en demi-relief, reprend l'iconographie du « Christus patiens » : la tête penche un peu du côté droit, le sternum est creusé, les yeux sont fermés. Un périzonium entoure le haut des cuisses. Deux calices recueillent son sang qui coule sous chaque main.

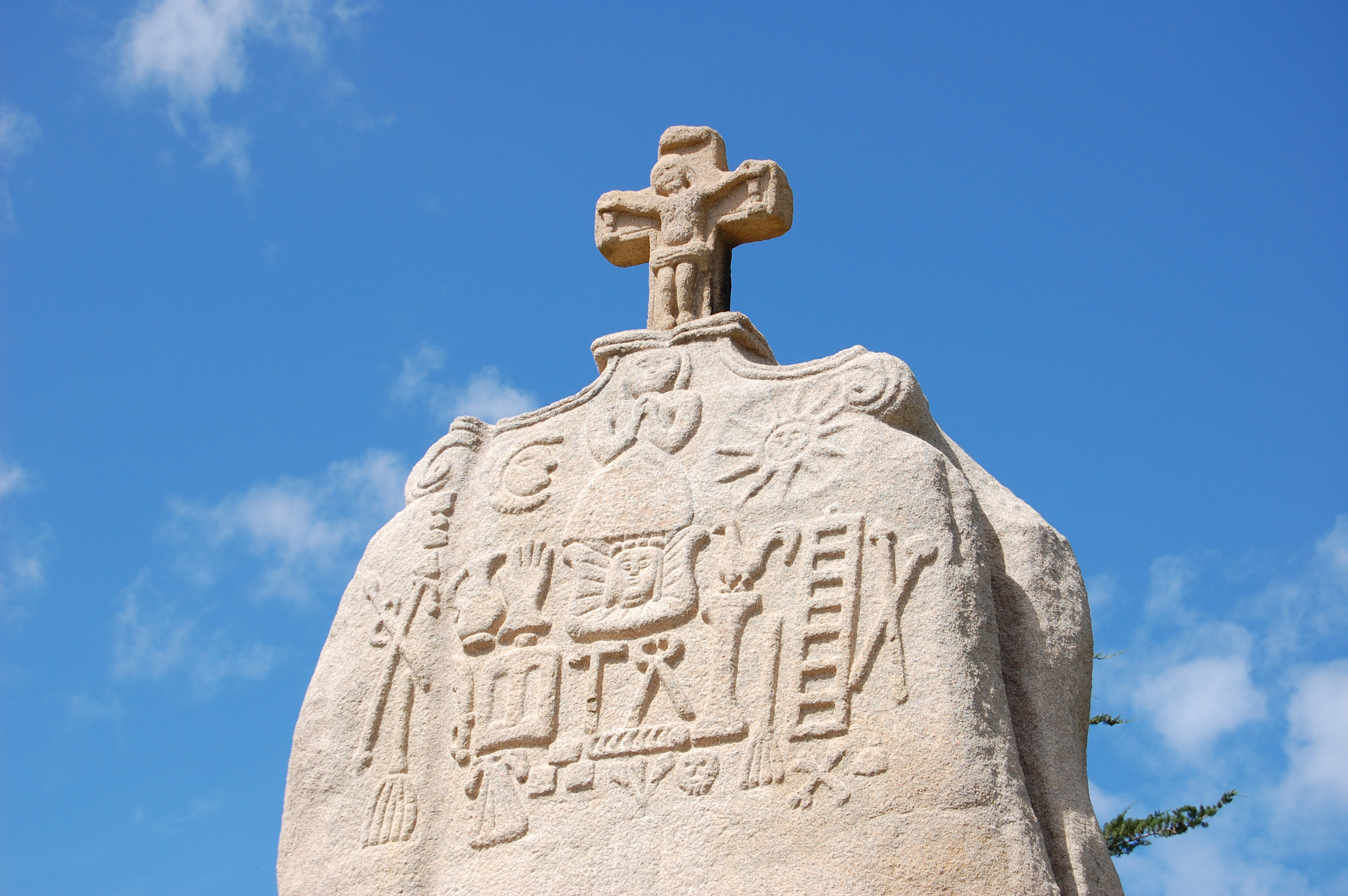
Détail du groupe de sculptures.

Sous la croix et la mettant en relief, un fronton orné d'un double bourrelet partant en accolade des pieds du Christ, se termine par deux volutes en épaulement enroulées en sens inverse des arcs de cercles. Ce fronton encadre un groupe de vingt-sept sculptures en bas-relief (dans un rectangle de 1,90 m de large sur 1,80 m de haut, originellement peint) rappelant le déroulement de la Passion du Christ mais disposées dans un ordre qui n'apparaît pas parfaitement rigoureux : le registre supérieur est composé de gauche à droite du calice de Gethsémani, d'un croissant de lune enserrant une figure de profil qui regarde vers une figure féminine, d'une femme à genoux avec les mains jointes et d'un soleil portant en son centre une figure humaine toute ronde. Le soleil et la lune sont des symboles païens, interprétés par les Chrétiens comme les symboles des ténèbres du Vendredi-Saint et de la Résurrection. La femme peut être assimilée à une sculpture païenne, peut-être une déesse-mère celtique mais elle peut aussi représenter la Vierge Marie (sa sculpture semble en effet porter une auréole) en l’associant au second groupe au-dessous qui représente les instruments de la Passion du Christ.
Le second registre est encadré à gauche par une épée (légèrement courbe comportant une poignée elliptique et une garde à deux crochets inégaux, l'un du côté de la concavité, l'autre, plus recourbé, du côté opposé) et une lance à pointe quasi triangulaire qui évoquent l’arrestation au Jardin des Oliviers, et à droite, par la lance de Longin et la tige d'Hysope portant l’éponge. Il est composé de gauche à droite de l’aiguière et d'une main gauche ouverte, du voile de Véronique, du coq du Reniement de saint Pierre qui est juché sur la colonne de la flagellation. Une échelle évoque la descente de croix.
Le troisième registre, encadré par deux fouets formés de plusieurs lanières courtes, comporte de gauche à droite, le sabre de saint Pierre qui trancha l’oreille de Malchus, la lanterne de l’arrestation, puis des tenailles et un marteau sous lesquels se trouvent les deniers de Judas. Le registre inférieur comporte la tunique sans couture, les trois dés des soldats romains lors du tirage au sort des vêtements du Christ, les trois clous, le crâne d’Adam, deux os croisés pouvant symboliser la descente aux enfers et un pot d'onguent.
À mi-hauteur était peint un Christ polychrome sur une croix rouge et sur un fond d'écusson noir. Il est maintenant totalement effacé.

## Galerie de photos

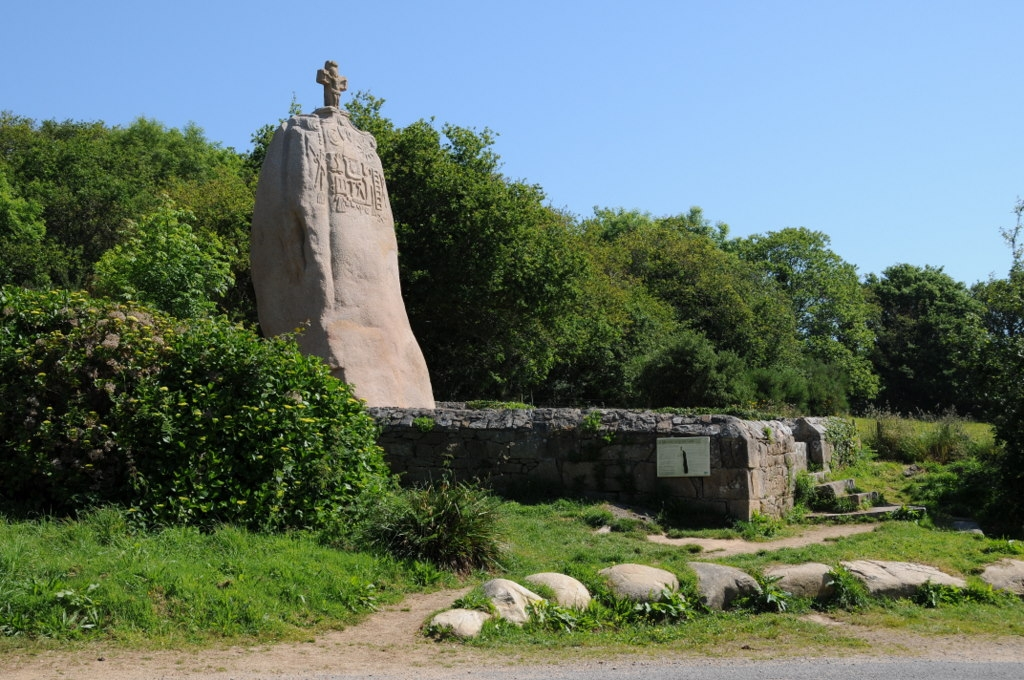
Vue générale.
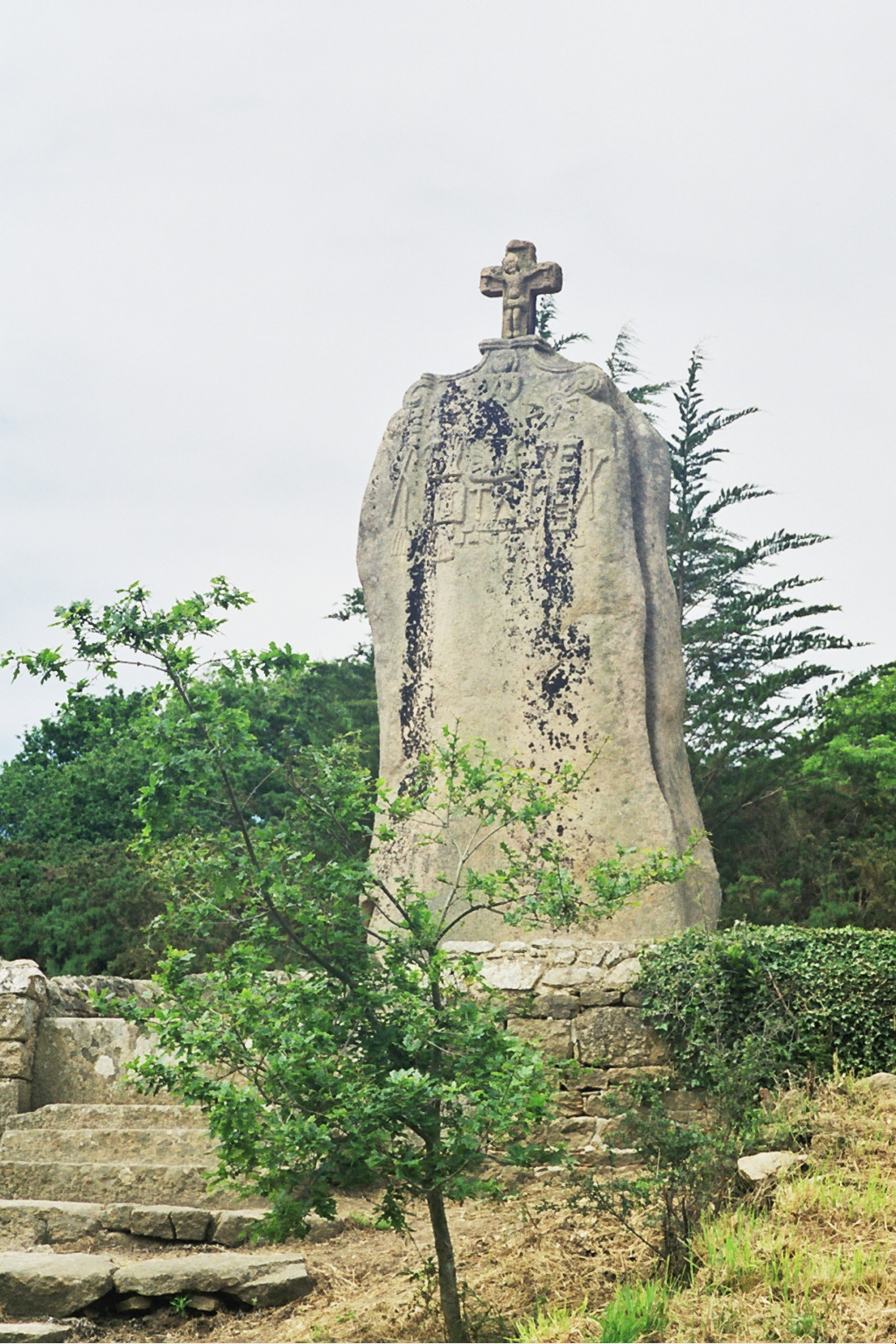
Face sud envahie de lichens, en 2003.
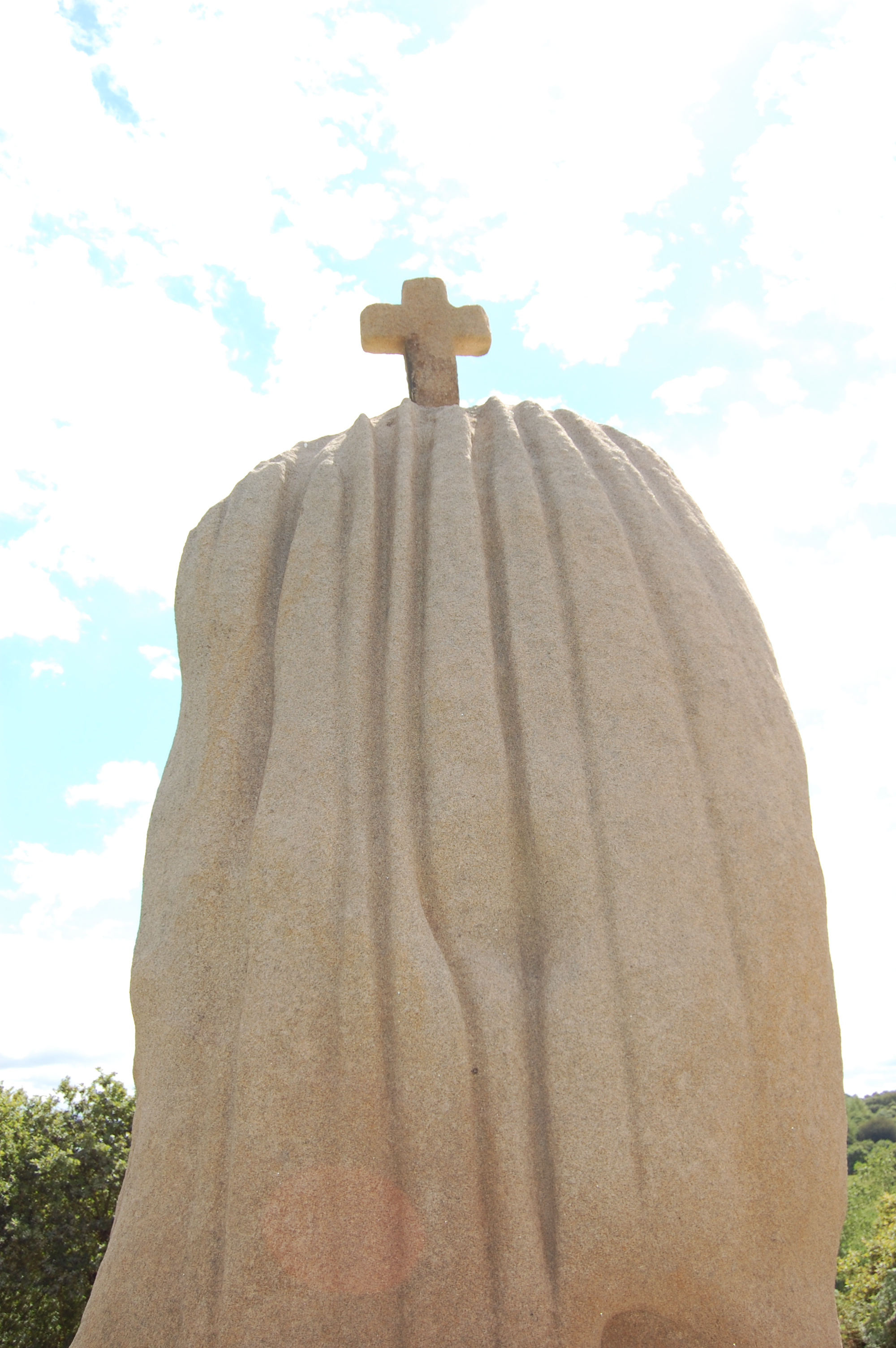
Face nord avec figures d'érosion pré et post-mégalithiques.
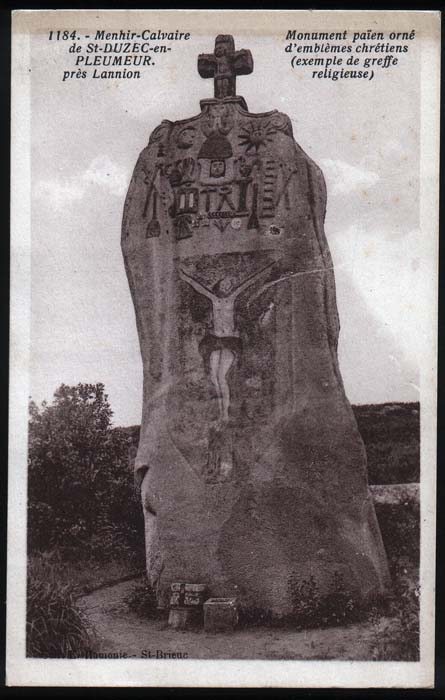
Carte postale des années 1930 : l'ensemble des peintures et sculptures était alors bien visible.